# Раївка (Житомирський район)
Раї́вка — село в Україні, у Житомирському районі Житомирської області. Входить до складу Радомишльської міської громади. Населення становить 84 осіб.

## Географія
Розташоване за 15 км на захід від центру громади при річці Раївці, яка поблизу села впадає в річку Білку. Сусідні села: Таборище (3 км), Товсте (3,5 км), Раковичі (4 км), Негребівка (5 км), Комарівка (6 км), Садки (6 км), Борівка (7 км).

## Історія
Засноване було на початку XVII століття, коли ці землі належали шляхтичам Лозкам. Син Степана Лозки Йосип був одружений з Геленою зі знатного роду Реїв. На її честь на раковицьких ґрунтах було закладено маєток, названий Реєве. Його згадано під 1643 р. у судовій справі між Петром Кучборським (другим чоловіком Г.Рей після смерті Й.Лозки) та митрополитом Петром Могилою. Надалі ця назва видозмінилась на Раївку.
У XVIII столітті Раївка згадується в документах греко-католицької митрополії. У 1763 р. власник навколишніх маєтностей Й.Дев'ятківський письмово закріпив ці землі за церквою. У другій половині XVIII ст. після єврейської колонізації краю Раївку згадано у переписах євреїв Київського воєводства за 1778 і 1784 рр. Тоді в селі проживало відповідно 2 і 4 єврейських родини, приписаних до Брусилівського кагалу.
У XIX ст. Раївка входила до Містечківського маєтку (нині — Брусилівський р-н), власниками якого були магнати Подоські, потім перейшло до володінь литовського князя Р.Гедройця, котрий одружився з В.Подоською, і рахувалося за ставищанським православним приходом. Біля села в урочищі Старицькому власник маєтку збудував млина.
Після реформи 1861 р. Раївка увійшла до складу Вишевицької волості Радомисльського повіту. Тут налічувалося 110 православних і 30 католиків. Станом на 1887 р. мешкало 164 жителі. 58 селян мали у володінні 76 десятин землі, оціненої у 576 рублів зі щорічною сплатою в 32 руб. 76 коп.
За даними 1900 р. в селі була школа грамоти, діяли водяний млин і кузня. У «хлібному магазині» стратегічних зернових запасів зберігалося 57 чт. озимини і 27 чт. яровини. Пожежний обоз налічував 4 бочки і 2 багри. В Раївці обліковувалося 69 дворів з 801 жителем (492 чол. і 399 жін.). З-поміж 383 дес. належних до села земельних угідь 83 дес. були у власності селян, 300 дес. — поміщицькі. Разом з навколишніми селами Раївка входила до земельних володінь інженера Г. Шлейфера (керуючий — П. Рогозинський). Господарювали усі землевласники за трипільною системою. У кінці ХІХ ст. Шлейфер ряд своїх земель передав в оренду німецьким колоністам, котрі заснували тут колонії Райки, Дубовець, Жиловець, Садки, Будища, Вигода.
У пору Українських визвольних змагань 1917—1922 рр. Раївка перебувала у вирі національно-визвольного і повстанського руху. Тут рейдували повстанські загони Ю. Мордалевича, Соколовських, Орлика (Ф. Артеменка), І. Струка, до яких приставали місцеві жителі. Отамана Орлика в останньому його бою на хуторі Таборище (8 січня 1922 р.) поранив житель Раївки П.Шуліпенко, котрий командував розвідувальним чекістським загоном.
У листопаді 1921 року через Раївку проходили Волинська та Подільська групи Листопадового походу Армії Української Народної Республіки. 13 листопада 4-й курінь Волинської групи, прикриваючи переправу головних сил через Білку, вів тут затяжний, хоча й нерівний бій з переважаючими військами «червоних». Український курінь було розбито, проте армія Ю.Тютюнника після переправи змогла відійти далі на північ.
Після встановлення радянської влади в Раївці було організовано комнезам, сільраду, до якої входили також села Райки і Довга Гребля. Серед перших її очільників був згаданий П. Шуліпенко. У 1925 р. в Раївці мешкало 887 жителів. У Довгій Греблі — 113, у Райках — 138. Надалі ці села були зняті з обліку й увійшли до меж Раївки.
У роки колективізації в Раївці утворилися колгоспи ім. Постишева та «2-й рік п'ятирічки» (згодом вони об'єдналися в одне господарство — ім. Чкалова). Проте у зведеннях НКВС відзначалося, що колективізація та інші тогочасні політичні кампанії проходили незадовільно. Недарма під час голодомору 1932—1933 рр. Раївська сільрада була занесена на «чорну дошку».
За сфабрикованими звинуваченнями були репресовані жителі села — брати Володимир, Йосип та Франц Григоревські, Франц Древ'яновський, Огій Іщук, Андрій, Броніслав, Станіслав і Франц Куровські, Матвій Суходольський та ін. В селі знаходиться польсько-українське кладовище.
12 липня 1941 року село було окуповане гітлерівцями.
У пору окупації жителі села брали участь у партизанському русі. Двох сільчан було закатовано і розстріляно фашистами. У Раївці проходила зустріч керівників партизанських з'єднань О.Сабурова, С.Ковпака, І.Хитриченка та інших. Окупантами було вивезено на роботи до Німеччини 21 жителя села.
Під час окупації в селі було спалено 7 будинків, вивезено в Німеччину 14 коней, 13 свиней, 51 овечку, 12 голів молодняка, 1204 птахів.
Вигнано нацистських окупантів з Раївки 9 листопада 1943 року, однак 23 листопада ворог знову заволодів селом. Остаточне визволення прийшло 26 грудня 1943 року.
У братській могилі в центрі села біля парку і клубу поховано 289 воїнів (21 офіцер) 30-ї, 71-ї, 99-ї та 129-ї стрілецьких дивізій, 13-го арткорпусу, що загинули тут під час тяжких боїв, які точилися 23—29 листопада, 5—7, 21—26 грудня 1943-го, та померли в січні 1944-го. Відомі прізвища 144 похованих. У 1958 р. на могилі було встановлено пам'ятник у вигляді бетонної скульптури воїна. У 1988 р. на встановлених там гранітних меморіальних плитах була викарбувано імена похованих воїнів, а також 76 воїнів-односельців, що полягли на фронтах Другої світової війни.
У 1944 р. в Раївській сільраді нараховувалося 718 жителів, 248 дворів.
По війні у довколишніх лісах рейдували загони ОУН і УПА, які користувалися підтримкою місцевого населення. Співробітники НКВС скаржилися, що про їх появу повідомляли через 3-4 дні по тому.
У повоєнний час Раївський колгосп видозмінювався у промислову артіль, а у 1951 році став бригадою укрупненого колгоспу ім. Тельмана, ім. Гагаріна (с. Раковичі). З 1992 р. тут діяв виробничий підрозділ сільгосптовариства «Раковицьке». Нині господарюють приватні і фермерські структури.
У 1954 р. було ліквідовано сільраду з підпорядкуванням села Раковицькій сільській раді.
За переписом 1989 року в Раївці мешкало 147 жителів (48 чоловіків і 99 жінок). Станом на 1 січня 2000 року в селі рахувалося 76 мешканців, 2010 р. — 84, 2015 р. — 51.